# Hacking Team
Hacking Team was een in Milaan gevestigd computerbedrijf dat aan politie- en veiligheidsdiensten software verkocht waarmee versleuteld digitaal dataverkeer kon worden ontcijferd en afgeluisterd. Met de op afstand bestuurde systemen kan de overheid de communicatie van internetgebruikers onderscheppen, hun gecodeerde bestanden en e-mails ontcijferen, Skype- en andere VoIP-gesprekken volgen en op afstand de microfoon of camera van een computer activeren.

## Het bedrijf
Hacking Team telde ongeveer veertig medewerkers in Italië en had vestigingen in Annapolis (Maryland) en Singapore. Het leverde aan klanten in tientallen landen over de hele wereld. Het bedrijf was een initiatief van twee Italiaanse programmeurs, Alberto Ornaghi en Marco Valleri, die nog voor de oprichting van het bedrijf een reeks hulpmiddelen ontwierpen om computers op afstand te kunnen manipuleren en in de gaten te houden. Het programma heette Ettercap en kreeg een enthousiast onthaal, zowel bij hackers die spionagepraktijken beoefenen als bij bedrijven die hiermee de veiligheid van hun netwerken wilden testen.
De Milanese politie kreeg lucht van het softwareprogramma van Ornaghi en Valleri en vroeg hun het programma zodanig aan te passen dat het ook geschikt zou zijn voor het afluisteren van Skype-gesprekken. Zo ontstond Hacking Team, en werd het de "de eerste verkoper van commerciële hackingssoftware aan de politie".

## De software
De software van Hacking Team (Remote Control System, met namen als DaVinci en Galileo) gaf overheden de volgende functionaliteiten in handen voor het afluisteren van burgers:
- ongemerkt verzamelen van e-mails, sms-berichten, belverleden en adresboek van mobiele telefoons
- het loggen van toetsaanslagen
- recupereren van zoekopdrachten en het maken van schermafbeeldingen
- het geluid van VoIP-telefoonconversaties opnemen
- de telefoon gebruiken voor het opnemen van omgevingsgeluiden en conversaties
- de camerafunctie van telefoon of computer activeren
- telefoon-gps-systemen kapen om de locatie van de geviseerde persoon te achterhalen

Het infecteren van een computer kan op vele manieren gebeuren:
- door direct fysiek contact (bijvoorbeeld: even een USB-stick invoeren bij een politie- of luchthavencontrole)
- via misleiding door phishing, of vermomd als e-mailbijlage
- als onderdeel van te downloaden software, waarbij Hacking Team de klant (overheid) adviseert zich een Verisign- of ander certificaat van betrouwbaarheid aan te schaffen[4]
- door toedoen van een network injector, een apparaat, geïnstalleerd bij serviceproviders of populaire webdiensten: in de praktijk kan alle niet-gecodeerde informatie over het internet drager zijn van dergelijke malware
- door zich voor te doen als lokaal wifi-netwerk en de geviseerde burger uit te nodigen in te loggen.[5][6]

Details van de handleiding, inclusief schermbeelden, zijn inmiddels gepubliceerd door The Intercept. Op de schermbeelden zijn de besturingssystemen OS X, iOS, Windows, Windows Mobile, Android, Blackberry en Symbian te zien. Hacking Team gebruikt geavanceerde technieken om te vermijden dat de batterijen van mobiele telefoons worden belast (aangezien dat verdenking zou uitlokken) en gebruikt nog ook diverse andere methodes om niet te worden ontmaskerd.
De kosten voor een installatiepakket van Hacking Team bedroegen tussen de twee ton en één miljoen euro, zo vertelde de bestuursvoorzitter van het bedrijf aan het tijdschrift l'Espresso in 2011.

## Gehackt
In juli 2015 werd bekend dat het bedrijf zelf aan hackers ten prooi was gevallen, als gevolg waarvan 400 GB aan bestanden, e-mails en broncode op straat kwam te liggen.

## Overname
Op 2 april 2019 werd HackingTeam overgenomen door InTheCyber Group, bij de oprichting van Memento Labs.